# Џон Непер
Џон Непер (енгл. John Napier, 1550—4. април 1617), са надимком Величанствени Мерчистон, је био шкотски математичар, физичар, астроном/астролог и осми лорд од Мерчистона.
Остао је упамћен као проналазач логаритама, справе за једноставније рачунање познате под називом Неперове кости, и по популаризацији употребе децималне тачке. Неперово родно место, Мерчистон Касл, Единбург, Шкотска, је данас део Универзитета Непер. Умро је од костобоље, а сахрањен је у цркви Св. Катберта у Единбургу.

## Допринос у математици
Непер је релативно слабо познат ван математичких и инжењерских кругова, у оквиру којих је направио кључни помак у употреби математике. Логаритми су учинили ручни рачун много једноставнијим и бржим, и на тај начин отворили врата многим каснијим научним открићима.
Његово најпознатије дело, Опис дивног канона логаритама (лат. Mirifici Logarithmorum Canonis Descriptio) садржи 37 страна објашњења и деведесет страна таблица, које су олакшале даљи напредак астрономије, динамике, физике, и астрологије. Такође је изумео Неперове кости, једну врсту абакуса, односно справе за једноставније рачунање која је била направљена од дрвета и слоноваче што је био разлог да добије необично име.

## Теологија
Непер је свој математички таленат користио и у теологији, да би помоћу Књиге Откровења предвидео Апокалипсу. Веровао је да ће до краја света доћи 1688. или 1700. године. Такође, понекад се тврди да је био вештац; међутим, у то време је било уобичајено да се људи талентовани за науку оптужују за вештичарење без реалне основе.

## Где се може срести Неперово име
- Алтернативна мерна јединица за децибел, непер, добила је назив по Џону Неперу.
- Универзитет Непер у Единбургу носи своје име у част Неперу.
- Један кратер на месецу је Неперов кратер, а постоји и астероид, који носи његово име (7096 Непер).

## Занимљивости
Непер је умео да употреби црног петла да би установио ко га од његове послуге поткрада. Затворио би осумњичене у собу са петлом једног по једног, рекавши им да га помилују, и да ће петао потом рећи Неперу ко је крадљивац.
Непер би посуо петла угљеном прашином, знајући да слуге које су невине неће имати проблем да га помазе, док прави крадљивци то неће урадити, па ће имати чисте руке када изађу из одаје.